# 심리학의 역사
심리학의 역사는 심리학이라는 학문이 생겨나온 역사이다. 심리학의 기원은 고대 그리스로 거슬러 올라간다. 고대 그리스에서 심리학적인 사색활동의 증거가 남아있다. 근대의 심리학이 철학에서 독립해 나온 것은 1879년 독일의 심리학자 빌헬름 분트가 라이프니히 대학에 심리학 실험실을 열고, 미국에서도 심리학 연구를 시작한 1870년대라는 견해가 일반적이다. 심리학에 접한 다양한 영역으로 생리학, 신경과학, 인공지능, 사회학, 인류학, 철학 및 기타 인간활동이 있다.

## 개요
오늘날, 심리학은 대체로 "행동과 심리작용의 연구"로 정의된다. 심리와 행동에 대한 철학적 관심은 이집트, 그리스, 중국, 인도로 거슬러 올라간다.
실험과학으로서 심리학은 1879년 빌헬름 분트가 처음으로 심리학연구를 전문으로 하는 연구실을 일찌감지 설립하여 시작되었다. 분트는 자신을 심리학자로 부르고, 심리학 교과서를 출판한 최초의 인물이다. 다른 초기의 심리학에 공헌한 인물로는 헤르만 에빙하우스, 윌리엄 제임스, 이반 파블로프 등이 있다.

## 같이 보기
- 행동신경과학
- 임상심리학
- 인지신경과학
- 인지 과학
- 실험 심리학
- 신경심리학
- 신경생리학
- 사회학의 역사
- 과학사
- 응용심리학
- 정신물리학
- 종교심리학